# Contarinia forskalei
Contarinia forskalei är en tvåvingeart som beskrevs av Debski 1918. Contarinia forskalei ingår i släktet Contarinia och familjen gallmyggor.
Artens utbredningsområde är Egypten. Inga underarter finns listade i Catalogue of Life.